# Frontoethmoidális varrat

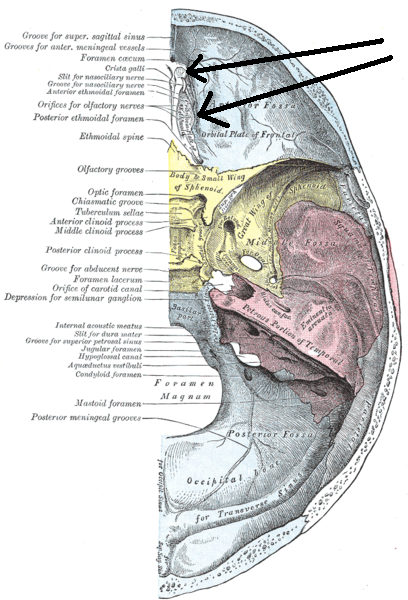
A varrat nem látszik a képen de valahol arra felé van ahova a nyílak mutatnak

A frontoethmoidális varrat (latinul sutura frontoethmoidalis) egy varrat a rostacsont (os ethmoidale) és a homlokcson (os frontale) között. A fossa cranii anterior-ban található.